# Corinna buccosa
Corinna buccosa là một loài nhện trong họ Corinnidae.
Loài này thuộc chi Corinna. Corinna buccosa được Eugène Simon miêu tả năm 1896.